# Virginia Eliza Clemm Poe
| Dieser Artikel wurde aufgrund von inhaltlichen Mängeln auf der QS-Werkstatt des Wikiprojekts Frauen eingetragen. Dies geschieht, um die Qualität der Artikel aus dem Themengebiet Frauen auf ein enzyklopädisches Niveau zu bringen. Artikel, die nicht signifikant verbessert werden können, werden gelöscht. Hilf mit, die inhaltlichen Mängel dieses Artikels zu beseitigen, und beteilige dich an der Diskussion. |

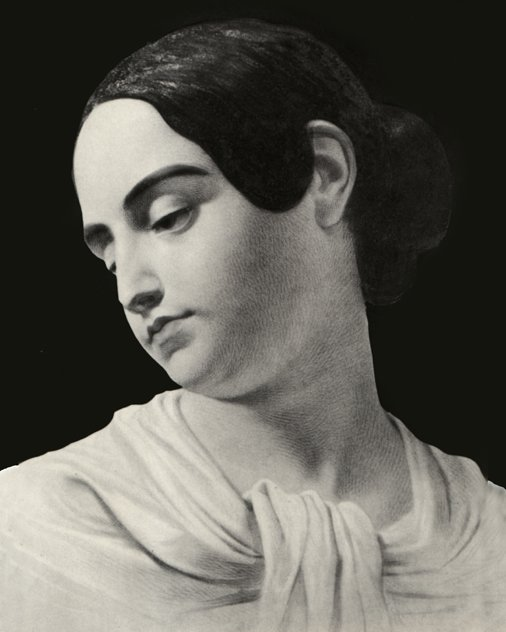
Virginia Eliza Clemm Poe

Virginia Eliza Poe (geb. Clemm; geb. 15. August 1822; gest. 30. Januar 1847) war die Ehefrau des amerikanischen Schriftstellers Edgar Allan Poe sowie seine Cousine ersten Grades. Die Eheschließung erfolgte öffentlich im Jahr 1835, als Virginia Clemm 13 und Poe 27 Jahre alt waren -  ein Umstand, der in der Forschung und Öffentlichkeit bis heute kontrovers diskutiert wird. Bereits vor der Heirat lebte sie gemeinsam mit Poe und weiteren Familienangehörigen in einem Haushalt in Richmond (Virginia). Aufgrund von Poes häufigen Stellenwechsel zog das Ehepaar mehrfach um, unter anderem nach Baltimore (Maryland), Philadelphia (Pennsylvania) und New York. Im Jahr 1842 erkrankte sie an Tuberkulose, an der sie 1847 im Alter von 24 Jahren verstarb.
In den 1840er-Jahren geriet E. A. Poe in eine öffentliche Auseinandersetzung, an der die Schriftstellerinnen Frances Sargent Osgood und Elizabeth F. Ellet maßgeblich beteiligt waren. Die mit dieser Affäre einhergehenden gesellschaftlichen Gerüchte über angebliche Liebesverhältnisse Poes sollen Virginia Poe psychisch stark belastet haben. Zeitgenössischen Berichten zufolge äußerte sie auf dem Sterbebett, Ellet trage eine Mitverantwortung an ihrer Erkrankung und ihrem seelischen Zustand.
Virginia Eliza Poe wurde auf dem Friedhof der Westminster Hall and Burying Ground in Baltimore (Maryland) beigesetzt. Nach Poes Tod wurde sie in sein Grab umgebettet.
Die Erkrankung und der frühe Tod Virginias gelten als bedeutsame Einflüsse auf das spätere Werk ihres Ehemanns. In mehreren seiner Gedichte und Erzählungen treten zentrale Motive wie Krankheit, Tod und idealisierte Weiblichkeit in den Vordergrund, darunter in „Annabel Lee“, „Der Rabe“ und „Ligeia“.

## Biographie

### Kindheit, Jugend

Stammbaum der Familie Poe

Virginia Eliza Clemm wurde im Jahr 1822 geboren und erhielt ihren Namen nach einer älteren Schwester, die im Alter von zwei Jahren verstarb. Ihr Vater, William Clemm jr., war als Eisenwarenhändler in Baltimore tätig. Am 12. Juli 1817 heiratete er Maria Poe, eine Cousine ersten Grades seiner verstorbenen ersten Ehefrau Harriet, mit der er fünf Kinder hatte. Aus der Verbindung mit Maria Poe gingen drei weitere Kinder hervor, darunter Virginia.
Nach dem Tod William Clemms im Jahr 1826 hinterließ dieser seiner Familie nur ein geringes Vermögen. Die prekäre finanzielle Situation der Familie verschärfte sich zusätzlich durch das Ausbleiben familiärer Hilfe, das auf die ablehnende Haltung von Clemms Verwandtschaft gegenüber seiner zweiten Ehefrau Maria Poe zurückzuführen war. Maria Clemm versuchte, den Unterhalt der Familie durch Näharbeiten und die Aufnahme von Untermietern zu sichern. Unterstützung erhielt sie durch eine jährliche Rente von 240 US-Dollar, die ihrer Mutter Elizabeth Cairnes zugesprochen worden war. Diese war gelähmt und bettlägerig und bezog die Rente aufgrund früherer Verdienste ihres verstorbenen Ehemannes, David Poe, einem ehemaligen Quartiermeister von Maryland, der dem Staat Geld geliehen hatte.
Edgar Allan Poe begegnete seiner Cousine Virginia erstmals im August 1829, vier Monate nach seiner Entlassung aus dem Militärdienst. Zu diesem Zeitpunkt war Virginia sieben Jahre alt. Im Jahr 1832 konnte die Familie Clemm mithilfe von Elizabeth Cairnes’ Rente ein Haus in der heutigen North Amity Street Nr. 3 in Baltimore mieten. Poes älterer Bruder William Henry Leonard Poe, der gemeinsam mit der Familie gelebt hatte, war kurz zuvor am 1. August 1831 verstorben. 1833 zog auch Edgar Allan Poe in den Haushalt ein; in dieser Zeit hegte er eine Zuneigung zu einer Nachbarin namens Mary Devereaux.
Mit dem Tod von Elizabeth Cairnes Poe am 7. Juli 1835 verschärfte sich die bereits angespannte finanzielle Lage der Familie drastisch, da mit ihrem Ableben die einzige verlässliche Einkommensquelle entfiel. Im August desselben Jahres verließ Poe seine Familie in Baltimore und nahm eine Anstellung als Redakteur beim Southern Literary Messenger in Richmond (Virginia) an. Zu dieser Zeit erfuhr sein Cousin Neilson Poe, Ehemann von Virginias Halbschwester Josephine Clemm, von Poes Absicht, Virginia zu heiraten. Neilson Poe bot an, Virginia in seinem eigenen Haushalt aufzunehmen und zu erziehen, um eine Eheschließung mit Edgar in so jungem Alter zu unterbinden. Er stellte jedoch in Aussicht, die Verbindung zu einem späteren Zeitpunkt erneut zu prüfen. Edgar betrachtete dieses Angebot mit Misstrauen und bezeichnete Neilson, der in Baltimore eine Zeitung herausgab, als seinen „erbittertsten Feind“ – eine Formulierung, die seinen Verdacht widerspiegelt, Neilson wolle aktiv in die Beziehung zwischen ihm und Virginia eingreifen.
Am 29. August 1835 verfasste Poe einen emotional aufgeladenen Brief an Maria Clemm, in dem er angab, er sei „blinded with tears while writing“. Darin forderte er sie auf, Virginia ihre Entscheidung selbst treffen zu lassen. In Erwartung eines gesicherten Einkommens durch seine neue redaktionelle Tätigkeit beim Southern Literary Messenger bot er an, Maria, Virginia und ihren Bruder Henry finanziell zu unterstützen, sofern sie nach Richmond übersiedelten.

### Hochzeit und Ehe

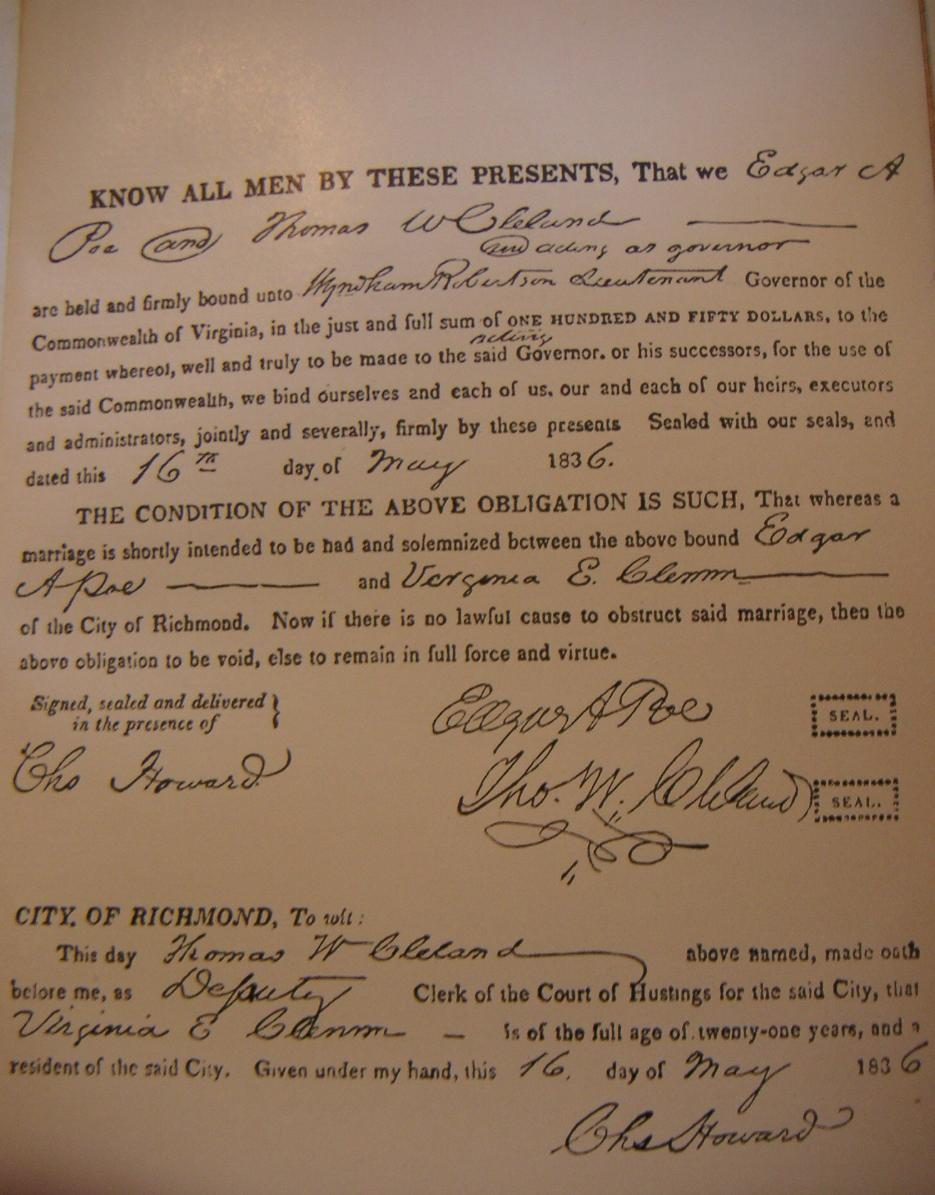
Virginia und Edgars Eheurkunde

Die Eheabsichten zwischen Edgar Allan Poe und Virginia Clemm wurden im Jahr 1835 konkretisiert. Poe kehrte in diesem Zusammenhang nach Baltimore zurück und beantragte am 22. September desselben Jahres eine Heiratslizenz. Ob bereits zu diesem Zeitpunkt eine heimliche Eheschließung stattfand, ist aufgrund der uneinheitlichen Quellenlage unklar. Die einzige nachweislich öffentliche Zeremonie fand am 16. Mai 1836 in Richmond (Virginia) statt. Die Trauung wurde von dem presbyterianischen Geistlichen Amasa Converse vollzogen. Zum Zeitpunkt der Hochzeit war Poe 27 Jahre alt, Virginia Clemm hingegen erst 13. In der Heiratsurkunde wurde ihr Alter jedoch mit 21 angegeben, vermutlich um die rechtliche Zustimmung eines Elternteils zu umgehen. Die entsprechende Heiratsurkunde wurde in Richmond hinterlegt und enthält eine eidesstattliche Erklärung von Thomas W. Cleland, der das angegebene Alter der Braut bestätigte. Die Zeremonie fand am Abend im Haus von Mrs. James Yarrington statt, der Besitzerin der Pension, in der Poe, Virginia und deren Mutter Maria Clemm wohnten. Yarrington unterstützte Maria Clemm bei der Vorbereitung der Hochzeitstorte und des Festessens. Nach der Trauung unternahm das Paar eine kurze Hochzeitsreise nach Petersburg, Virginia.
Die Tatsache, dass Poe und Clemm Cousin und Cousine ersten Grades waren, galt im 19. Jahrhundert nicht als ungewöhnlich; hingegen war das junge Alter der Braut bemerkenswert. Der Biograf Kenneth Silverman betont diesen Umstand ausdrücklich. In der Forschung finden sich unterschiedliche Deutungen zur Natur der Ehe. Es wurde wiederholt behauptet, das Verhältnis zwischen Virginia und Edgar Allan Poe sei eher geschwisterlich als ehelich gewesen. Der Biograf Arthur Hobson Quinn widerspricht dieser Sichtweise unter Verweis auf einen erhaltenen Liebesbrief Poes, aus dem er auf eine leidenschaftliche Beziehung schließt. Einige Interpreten, unter ihnen Marie Bonaparte, haben Poes literarisches Werk autobiografisch gelesen und vermuten, dass Virginia Poe als Jungfrau verstarb. Andere spekulieren, dass es sich bei der Figur „Annabel Lee“ um eine symbolische Darstellung Virginias handeln könnte, wobei dabei die Interpretation anklingt, die Ehe habe nie eine sexuelle Dimension gehabt. Der Biograf Joseph Wood Krutch sieht Poes Frauenbild primär durch Idealismus und spirituelle Verehrung geprägt, weniger durch körperliches Begehren.

Zeitgenössische Quellen beschreiben die Ehe zwischen Virginia und Edgar Allan Poe überwiegend als harmonisch und von gegenseitiger Zuneigung geprägt. Der Herausgeber George Rex Graham äußerte sich hierzu mit den Worten: „Seine Liebe zu seiner Frau war eine Art schwärmerische Anbetung des Geistes der Schönheit.“ Poe selbst schrieb in einem Brief, er sehe „niemanden unter den Lebenden, der so schön ist wie meine kleine Frau“. Umgekehrt galt Virginia laut Berichten von Zeitzeugen als sehr hingebungsvoll. Sie begleitete ihren Ehemann häufig während der Arbeit, ordnete seine Schreibmaterialien und war an der finalen Bearbeitung seiner Manuskripte beteiligt.

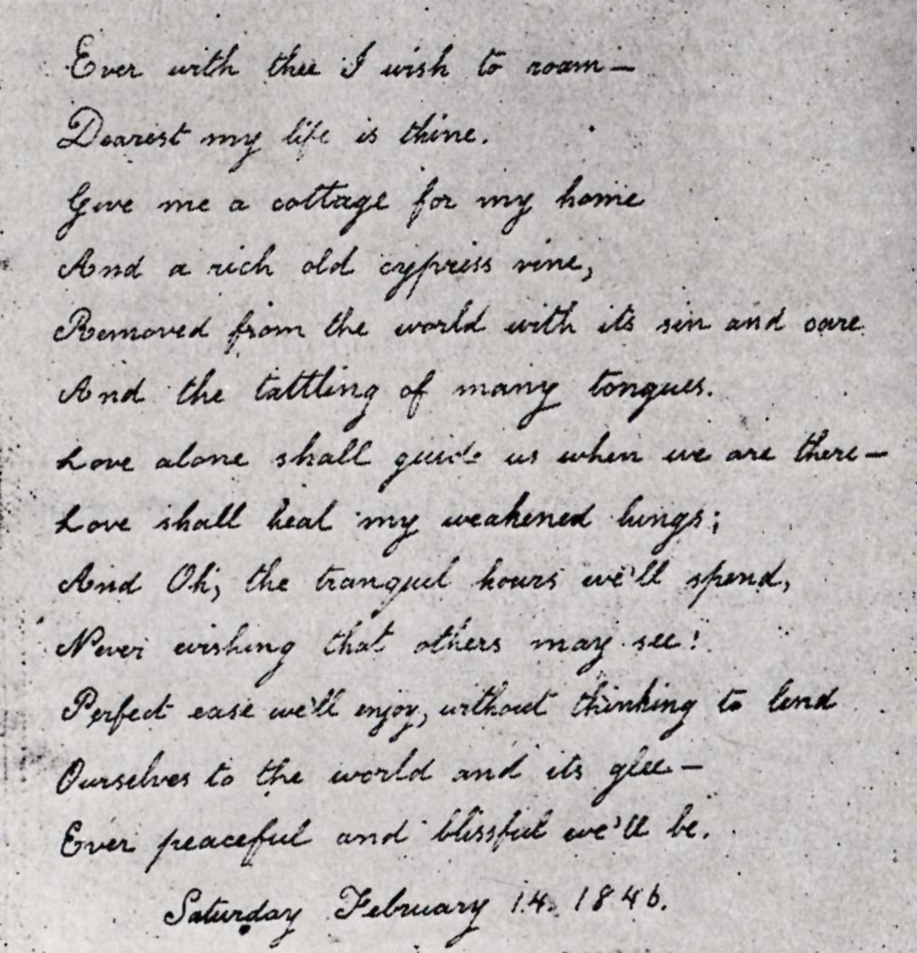
Virginia's Gedicht Valentine (handschriftlich) an ihren Ehemann

### Der Osgood/Ellet-Skandal

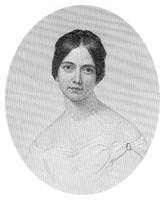
Frances Sargent Osgood

Das im Valentinsgedicht Virginias erwähnte „Geplapper vieler Zungen“ bezieht sich mutmaßlich auf reale Ereignisse: Im Jahr 1845 ging Edgar Allan Poe eine enge Beziehung mit Frances Sargent Osgood ein, einer 34-jährigen, verheirateten Dichterin. Virginia Poe war über die Freundschaft informiert und könnte sie sogar befürwortet haben. Osgood wurde regelmäßig ins Haus der Poes eingeladen, da Virginia davon ausging, dass die ältere Frau eine mäßigende Wirkung auf ihren Ehemann ausüben würde. Poe selbst hatte in Gegenwart Osgoods zugesichert, auf alkoholische Getränke zu verzichten.
Parallel dazu entwickelte Elizabeth Fries Ellet, ebenfalls Dichterin, eine Zuneigung zu Poe und zeigte sich eifersüchtig auf Osgood. Obwohl Poe ihre Gefühle zurückwies und sie in einem Brief an Sarah Helen Whitman als „abscheulich“ bezeichnete, veröffentlichte er als Herausgeber des Broadway Journal dennoch mehrere ihrer an ihn gerichteten Gedichte. Anfang 1846 bemerkte Ellet während eines Besuchs bei Poe einen privaten Brief von Osgood. Sie behauptete anschließend, Virginia habe beunruhigende Inhalte darin entdeckt und Osgood gebeten, ihre Briefe an Poe zurückzufordern.  Daraufhin wandte sich Osgood über Margaret Fuller und Anne Lynch Botta an Poe. Dieser reagierte verärgert, bezeichnete Ellet als „Wichtigtuerin“ und deutete mögliche Indiskretionen ihrerseits an. In der Folge übergab Poe Ellets Briefe persönlich an ihr Haus zurück.
Trotz der Rückgabe forderte Ellet über ihren Bruder, Colonel William Lummis, die Briefe erneut ein. Lummis, der davon ausging, die Briefe seien noch in Poes Besitz, drohte diesem mit Gewalt. Poe bat daraufhin seinen Freund Thomas Dunn English um eine Schusswaffe. English, der an der Echtheit der Briefe zweifelte, riet Poe stattdessen, die Vorwürfe zurückzunehmen. Die Situation eskalierte in eine physische Auseinandersetzung zwischen Poe und English, bei der beide Männer widersprüchliche Berichte über den Ausgang des Streits abgaben. Poe erlitt dabei eine Gesichtsverletzung, verursacht durch einen Ring an Englishs Hand. Poe behauptete später, er habe sich erfolgreich zur Wehr gesetzt. Der Vorfall trug maßgeblich zur Verbreitung von Gerüchten über Poes angebliche Affäre mit Osgood bei. Auch Osgoods Ehemann schaltete sich ein und drohte mit rechtlichen Schritten gegen Ellet, sollte diese ihre Anschuldigungen nicht widerrufen. In einem Schreiben an Osgood distanzierte sich Ellet von ihren Behauptungen und bezeichnete den fraglichen Brief als mögliche Fälschung, die Poe selbst verfasst habe. Sie machte ihn zudem für den Vorfall verantwortlich und behauptete, er habe sich in einem Zustand geistiger Instabilität befunden.
Ellet verbreitete in der Folge Gerüchte über Poes Geisteszustand, die von mehreren Kritikern aufgegriffen und in der Presse rezipiert wurden. Die St. Louis Reveille berichtete etwa, Poe solle aufgrund einer Geisteskrankheit in die Obhut einer psychiatrischen Anstalt überführt werden. Der Skandal klang erst ab, als Frances Sargent Osgood sich wieder mit ihrem Ehemann versöhnte. Bereits im Juli 1845 hatte Osgood anonyme Briefe über vermeintliche Indiskretionen ihres Mannes erhalten. Es wird vermutet, dass Ellet hinter diesen Schreiben stand. Virginia Poe war durch die Situation derart belastet, dass sie auf dem Sterbebett äußerte, „Mrs. E. sei [ihre] Mörderin“ gewesen.

### Krankheit
Zu diesem Zeitpunkt litt Virginia Poe bereits an Tuberkulose, die erstmals Mitte Januar 1842 diagnostiziert worden war. Ihr Gesundheitszustand verschlechterte sich zunehmend, und sie wurde dauerhaft pflegebedürftig. Zeitweise traten Anzeichen einer Besserung auf, insgesamt jedoch blieb ihr Zustand kritisch. Der Krankheitsverlauf hatte erhebliche Auswirkungen auf Edgar Allan Poe, der in Briefen wiederholt seine psychische Belastung schilderte. In einem Schreiben an einen Freund beschrieb er seine emotionale Reaktion mit den Worten: „Jedes Mal fühlte ich alle Qualen ihres Todes – und jedes Mal, wenn die Krankheit ausbrach, liebte ich sie inniger und klammerte mich mit verzweifelterer Beharrlichkeit an ihr Leben. […] Ich wurde wahnsinnig, mit langen Intervallen schrecklicher Vernunft.“
Der fortschreitende Krankheitsverlauf Virginias könnte ein Beweggrund für die häufigen Wohnortswechsel der Familie Poe gewesen sein, möglicherweise in der Hoffnung auf eine gesundheitlich förderlichere Umgebung. In den frühen 1840er-Jahren zog die Familie mehrfach innerhalb Philadelphias um. Das letzte Haus, in dem sie dort lebten, ist heute als Edgar Allan Poe National Historic Site in Spring Garden (Viertel von Philadelphia) erhalten. Während ihres Aufenthalts in diesem Haus war Virginia zeitweise in der Lage, am kulturellen und gesellschaftlichen Leben teilzunehmen.
Im April 1844 zog die Familie nach New York. Zwei Jahre später, im Jahr 1846, berichtete die mit der Familie befreundete Schriftstellerin Elizabeth Oakes Smith, dass Virginia sich über ihren Gesundheitszustand bewusst gewesen sei: „Ich weiß, dass ich bald sterben werde, ich weiß, dass ich nicht gesund werden kann, aber ich möchte so glücklich wie möglich sein und Edgar glücklich machen.“ Sie soll ihrem Ehemann zudem versprochen haben, nach ihrem Tod als eine Art Schutzengel über ihn zu wachen.

### Umzug nach Fordham

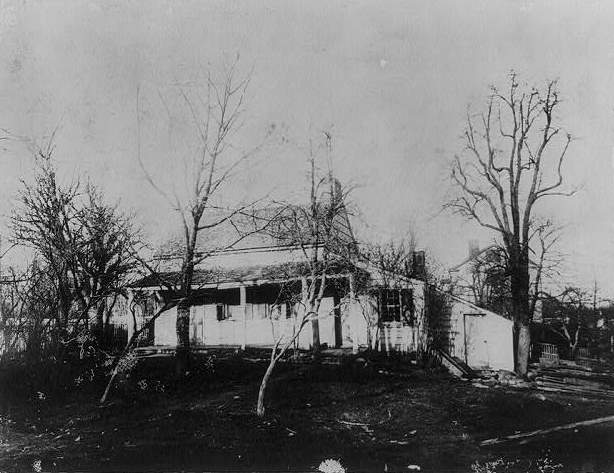
Virginia Poe verbrachte den letzten Teil ihrer Krankheit in diesem Cottage in der Bronx, New York, das hier im Jahr 1900 zu sehen ist.

Im Mai 1846 zog die Familie Poe, bestehend aus Edgar Allan Poe, seiner Frau Virginia und deren Mutter Maria Clemm, in ein kleines Haus in Fordham, etwa vierzehn Meilen außerhalb von New York City. Dieses Gebäude, das als Poe Cottage bekannt ist, ist bis heute erhalten. In einem Brief vom 12. Juni 1846 ermutigte Poe Virginia, trotz ihrer Erkrankung hoffnungsvoll zu bleiben: „Behalte dein Herz in aller Hoffnungslosigkeit und vertraue noch ein wenig länger.“ Er äußerte zudem, dass sie für ihn der wichtigste Antrieb sei: „Ich hätte meinen Mut verloren, wenn du nicht gewesen wärst – meine liebe kleine Frau, du bist jetzt mein größter und einziger Ansporn im Kampf gegen dieses unangenehme, unbefriedigende und undankbare Leben.“
Im November desselben Jahres verschlechterte sich Virginias Gesundheitszustand erheblich. Zu den Symptomen ihrer Tuberkulose-Erkrankung gehörten Appetitlosigkeit, gerötete Wangen, unregelmäßiger Puls, nächtliche Schweißausbrüche, hohes Fieber, plötzlicher Schüttelfrost, Atemnot, Brustschmerzen, Husten und Bluthusten.
Am 30. Dezember 1846 veröffentlichte der Verleger Nathaniel Parker Willis, ein Freund Poes, eine öffentliche Hilfsbitte für die finanziell angeschlagene Familie. Die Darstellung in der Anzeige war jedoch nicht vollständig korrekt. Willis, der seit zwei Jahren nicht mit Poe in Kontakt gestanden hatte, unterstützte ihn dennoch während dieser schwierigen Zeit. Verschiedene Zeitungen griffen den Hilferuf auf, darunter eine, die titelte: „Großer Gott, ist es möglich, dass die Literaten der Union den armen Poe in New York verhungern und sterben lassen wollen?“ Die Saturday Evening Post berichtete, dass Virginia sich in einem hoffnungslosen Zustand befinde und Poe mittellos sei: „Es heißt, Edgar A. Poe leide an einem gefährlichen Gehirnfieber, und seine Frau befinde sich im letzten Stadium der Schwindsucht – sie sind ohne Geld und ohne Freunde.“ Selbst der Verleger Hiram Fuller, den Poe zuvor wegen Verleumdung verklagt hatte, veröffentlichte im New York Mirror einen Aufruf zur Unterstützung: „Wir, mit denen er sich zerstritten hat, werden die Führung übernehmen.“

Zeitgenössische Beschreibungen von Virginia Poe betonten ihr auffälliges Erscheinungsbild. Sie wurde als Frau mit dunklem Haar, violetten Augen und außergewöhnlich heller Haut beschrieben, die als „reines Weiß“ galt. Ein Besucher des Hauses in Fordham berichtete: „Mrs. Poe sah sehr jung aus; sie hatte große schwarze Augen und einen perlweißen Teint, der eine perfekte Blässe war. Ihr blasses Gesicht, ihre leuchtenden Augen und ihr rabenschwarzes Haar gaben ihr ein überirdisches Aussehen.“ Der Verleger William Gowans, der zeitweise mit der Familie lebte, beschrieb sie als „eine Frau von unvergleichlicher Schönheit und Lieblichkeit“. Viele Biographen heben hervor, dass sie auch in ihren letzten Lebensjahren ein jugendliches Erscheinungsbild bewahrte.

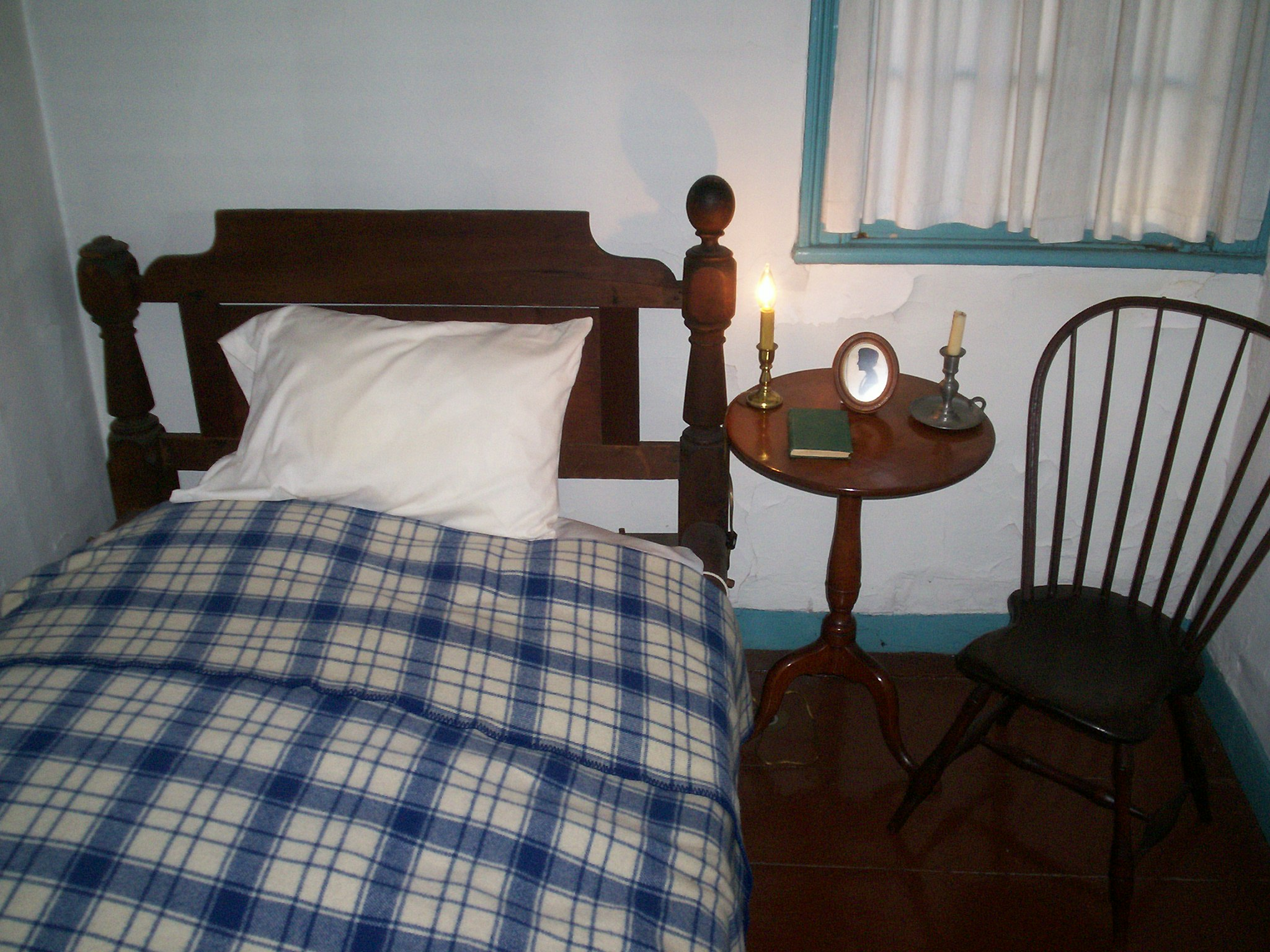
Virginia Poes Schlafzimmer im Poe Cottage.

Während ihrer letzten Tage äußerte Virginia gegenüber ihrer Mutter eine letzte Bitte: „Liebling… wirst du meinen armen Eddy trösten und dich um ihn kümmern? Du wirst ihn nie verlassen?“ Maria Clemm blieb tatsächlich bis zu ihrem eigenen Tod im Jahr 1849 an der Seite von Edgar Allan Poe. Während der Sterbebegleitung erhielt Virginia Besuch von mehreren Bekannten, darunter Mary Starr. In einer Abschiedsgeste legte Virginia Starrs Hand in die ihres Mannes und bat sie, ihm nach ihrem Tod eine Freundin zu sein und ihn nicht zu verlassen. Zudem offenbarte sie Poe einen lange aufbewahrten Brief von Louisa Patterson, der zweiten Frau von Poes Adoptivvater John Allan, der darauf hindeutete, dass Patterson den Bruch zwischen Allan und Poe bewusst herbeigeführt hatte.

### Tod

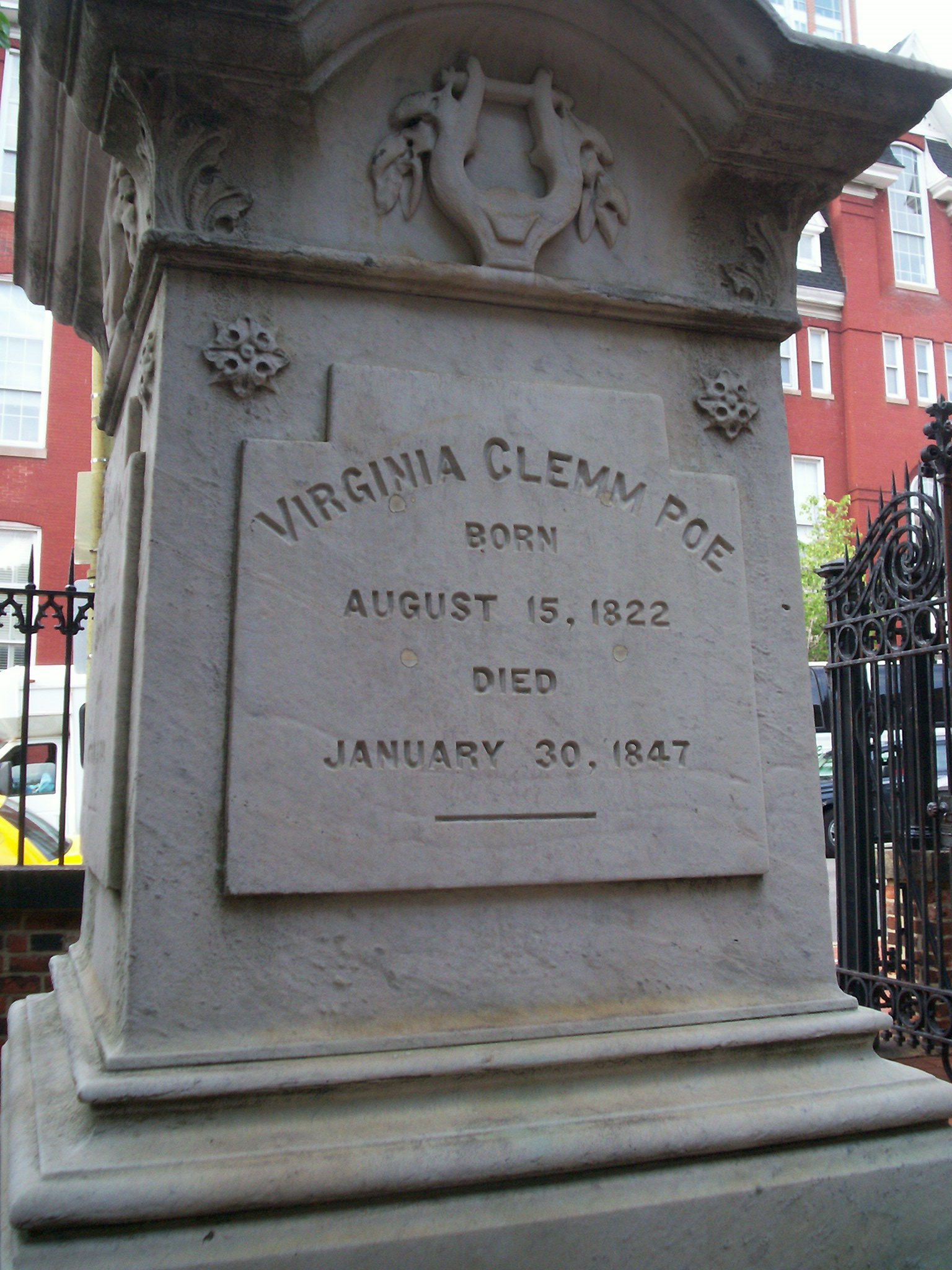
Gedenkstein für Virginia Clemm, Maria Clemm und Edgar Allan Poe in Baltimore, Maryland

Am 29. Januar 1847 schrieb Edgar Allan Poe an Marie Louise Shew, eine enge Freundin der Familie: „Meine arme Virginia lebt noch, obwohl sie schnell schwächer wird und jetzt große Schmerzen hat.“ Virginia Poe verstarb am darauffolgenden Tag, dem 30. Januar 1847, im Alter von 24 Jahren nach mehrjähriger Krankheit an den Folgen ihrer Tuberkuloseerkrankung. Shew unterstützte die Familie bei der Organisation der Beisetzung und übernahm auch die Kosten für den Sarg.
In mehreren Zeitungen erschienen kurze Todesanzeigen. Am 1. Februar 1847 veröffentlichten The New York Daily Tribune und The Herald einen Nachruf mit folgendem Wortlaut: „Am Samstag, dem 30. Januar, starb an Lungenschwindsucht im Alter von 25 Jahren Virginia Eliza, Ehefrau von Edgar A. Poe.“ Die Beerdigung fand am 2. Februar statt; unter den Anwesenden waren unter anderem der Autor Nathaniel Parker Willis, die Schriftstellerin Ann S. Stephens und der Verleger George Pope Morris. Zunächst wurde Virginia Poe in einer Gruft der Familie Valentine beigesetzt, von der die Familie Poe ihr Haus in Fordham gemietet hatte. Von Virginia Poe ist lediglich ein einziges Porträt überliefert, das nach ihrem Tod entstanden ist und mutmaßlich ihren Leichnam als Vorlage hatte.
Im Jahr 1875 wurde das Grundstück des ursprünglichen Friedhofs, auf dem sie bestattet war, aufgelöst. Infolge dieser Umstände gerieten ihre sterblichen Überreste zeitweise in Vergessenheit. Der Poe-Biograf William Fearing Gill sicherte die Gebeine und bewahrte sie vorübergehend in einer privaten Aufbewahrungskiste auf.  Erst am 19. Januar 1885, dem 76. Geburtstag Edgar Allan Poes, wurden Virginias sterbliche Überreste gemeinsam mit denen ihres Ehemanns auf dem Westminster Hall and Burying Ground in Baltimore beigesetzt – fast zehn Jahre nach Errichtung des heutigen Grabmals.

## Wirkung und Einfluss auf E.A.Poe
Der Tod Virginias hatte nachweislich einen erheblichen Einfluss auf Edgar Allan Poe. In den Monaten nach ihrem Ableben zeigte er Anzeichen tiefer Verzweiflung. Ein Zeitgenosse beschrieb ihn mit den Worten, der Verlust seiner Frau sei „ein trauriger Schlag“ gewesen; Poe habe danach den Eindruck vermittelt, es sei ihm gleichgültig gewesen, „ob er noch eine Stunde, einen Tag, eine Woche oder ein Jahr lebte“, da sie „sein Ein und Alles“ gewesen sei. Ein Jahr nach ihrem Tod schrieb er an einen Freund, er habe das größte Unglück erlebt, das einem Menschen widerfahren kann, als, wie er sagte, „a wife, whom I loved as no man ever loved before“, erkrankte. Bereits während ihrer Krankheit hatte Poe nach einer Phase der Abstinenz erneut dem Alkohol zugesprochen. Seine emotionale Reaktion auf Virginias Gesundheitszustand beschrieb er selbst als eine Form von Krankheit, für die er das „Heilmittel im Tod seiner Frau“ gesehen habe. In einem weiteren Brief äußerte er: „This I can & do endure as becomes a man—it was the horrible never-ending oscillation between hope & despair which I could not longer have endured without the total loss of reason.“ („Ich kann und will es ertragen, wie es sich für einen Mann gehört – es war das schreckliche, endlose Schwanken zwischen Hoffnung und Verzweiflung, das ich nicht länger hätte ertragen können, ohne den Verstand zu verlieren.“) Poe besuchte das Grab Virginias regelmäßig. Sein Freund Charles Chauncey Burr schrieb: „Oft fand man ihn nach dem Tod seiner geliebten Frau zu später Stunde in einer Winternacht an ihrem Grab sitzend, fast erfroren im Schnee.“
In den Jahren nach Virginias Tod unterhielt Poe Beziehungen zu mehreren Frauen, darunter Nancy Richmond (Lowell, Massachusetts), Sarah Helen Whitman (Providence, Rhode Island) sowie seine Jugendliebe Sarah Elmira Royster (Richmond, Virginia). Dennoch äußerte Frances Sargent Osgood, eine weitere Bekannte Poes, dass sie überzeugt sei, Virginia sei „die einzige Frau [gewesen], die er je geliebt hat“.

### Verweise in der Literatur
Viele Werke Edgar Allan Poes werden aus literaturwissenschaftlicher Perspektive biografisch interpretiert. Zahlreiche Analysen legen nahe, dass Poes literarisches Schaffen durch die langjährige Krankheit und den frühen Tod seiner Ehefrau Virginia beeinflusst wurde. Besonders häufig wird das Gedicht Annabel Lee in diesem Zusammenhang genannt. Es beschreibt die Liebe eines Mannes zu einer verstorbenen jungen Frau und wird vielfach als von Virginia inspiriert angesehen. Alternativ werden jedoch auch andere Frauen aus Poes Umfeld als mögliche Vorbilder diskutiert, darunter Frances Sargent Osgood und Sarah Helen Whitman.
Ein weiteres Gedicht, Ulalume, wird ebenfalls häufig als literarische Reaktion auf Virginias Tod interpretiert. Auch Lenore, dessen Titelfigur als „die schönste Tote, die je so jung gestorben ist“ beschrieben wird, wird in ähnlichem Kontext genannt. Der Literaturkritiker George Gilfillan äußerte nach Poes Tod die umstrittene These, der Autor habe seine Frau „in ein frühes Grab getrieben“, um Werke wie Annabel Lee und The Raven schreiben zu können. Diese Aussage ist nicht belegbar; zudem wurde The Raven bereits zwei Jahre vor Virginias Tod veröffentlicht.
Auch in Poes Prosawerken finden sich möglicherweise biografische Bezüge. Die Erzählung Eleonora (1842), in der der Erzähler mit seiner Cousine und deren Mutter zusammenlebt und eine Heirat vorbereitet, wird teils als Reaktion auf die ersten Krankheitsanzeichen Virginias gelesen, die sich etwa zur selben Zeit zeigten. Kurz nach Veröffentlichung der Erzählung reiste das Ehepaar Poe gemeinsam nach New York City. Im Jahr 1844 erschien dort The Oblong Box, eine Geschichte über einen Mann, der den Leichnam seiner verstorbenen Ehefrau auf einem Schiff transportiert – auch dieses Werk wird gelegentlich als Ausdruck von Poes persönlichen Erfahrungen mit Verlust interpretiert.
Nach dem Tod Virginias nahm Poe Änderungen an seiner ersten veröffentlichten Erzählung Metzengerstein vor. Dabei entfernte er unter anderem die Formulierung „Ich wünschte, alle, die ich liebe, würden an dieser süßen Krankheit sterben“, die als mögliche Anspielung auf Tuberkulose gelesen werden kann.